# 岡田佑介
岡田 佑介（おかだ ゆうすけ、1993年3月8日 - ）は、日本の元プロレスラー、YouTuber。大阪府大阪市出身。最終所属はDDTプロレスリング。血液型A型。

## 来歴
神戸弘陵学園高等学校時代はサッカー部に所属。チームメイトには、後に蔚山現代に所属する江坂任がいた。芦屋大学を卒業後、警察官となったが退職し、2016年7月に全日本プロレスに入門。

### 全日本プロレス
2017年1月9日に横浜ラジアントホール大会で先輩の青柳優馬を相手にデビュー。
3月25日、佐藤光留興行「コンディション・グリーン」では田村和宏と対戦。
8月27日、全日本プロレス45周年記念両国国技館大会 〜新たなる決意〜に第0試合で出場し、対戦相手は元全日本の佐藤恵一であった。第0試合が見逃せないとよく知っていた全日本ファンは大きな「オカダ」コールを贈り、リングには紙テープが舞った。岡田も序盤はエルボーの連打、ドロップキックの連発で攻めるも、ミサイルキックを交わした佐藤は岡田にトラースキックを一閃、最後は佐藤のジャーマンスープレックスで3分4秒、岡田のフォール負けとなった。
同年のJr. TAG BATTLE OF GLORYに、岩本煌史とのタッグで初出場するも、得点2の最下位に終わる。
12月3日、広島マリーナホップ大会で岡田剛史との「W岡田」を結成するも、青木篤志&レイパロマ組に敗北した。

#### エボリューション
2018年、諏訪魔にエボリューション入りを直訴する。最初は断られていたが、2月3日横浜文化体育館大会セミファイナルの試合後に乱入してきた藤田和之、ケンドー・カシン、NOSAWA論外に牙を剥いたことが評価され、正式にエボリューションに加入。Jr. BATTLE OF GLORYにも初参加し、2月13日の公式戦では負けが続いていた佐藤恵一にシングルマッチで勝利したが、結果としてその1勝のみに終わる。
同年4月30日の後楽園ホール大会で右腓骨骨折の重傷を負い欠場。約半年後の10月6日、アクトシティ浜松大会にて復帰。
11月17日には、新人の大森北斗のデビュー戦の相手を務める。
2019年、Jr. BATTLE OF GLORYに2年連続参加し、2勝3敗に終わる。同年のJr. TAG BATTLE OF GLORYには、フランシスコ・アキラとのタッグで出場予定だったが、直前の青木篤志の訃報を受け、エボリューションでのタッグ出場を直訴。本来青木のパートナーであった、佐藤光留とのコンビで出場 し優勝を飾った。

#### ヨシタツ・キングダム - 退団
2020年、負けが込んできた岡田に諏訪魔が激怒する事態が続き、7月13日の新木場1stRING大会でも敗北した岡田が現状打破のためエボリューション脱退を宣言、諏訪魔も了承した。
エボリューション脱退後はヨシタツとのタッグが増え、折しもヨシタツが結成した「ヨシタツ・キングダム」の一員に、なし崩し的に見なされてしまう。当初本人は一員であることを否定していたが、GAORA TV チャンピオンシップ防衛戦に巻き込まれたことを機に一員となった。尚、本人は「加入はしないが利用はさせてもらう」スタンスをとっていた。
12月8日、契約満了につき年内で全日本プロレスの退団を発表。同月13日の年内最終興行がラストマッチとなった。なお、当初は同月27日開催のJr. TAG BATTLE OF GLORYに、自らXとして指名した植木嵩行と元警察官タッグを結成し参戦予定であった が、退団を受け参加見送りとなった。

### フリー - DDTプロレスリング
2021年1月3日、DDTプロレスリングの興行に姿を現し、出場を直訴。その後参戦する。
3月14日、DDT後楽園ホール大会のメインイベントで行われたDDT UNIVERSAL王座選手権試合で上野勇希に敗北。3月27日、DDTへの入団を発表。
12月、第4次バーニングに参加。2022年12月29日には、自身初タイトルとなるKO-D6人タッグ王座を獲得した。
2024年、下腹部腫瘍摘出のため欠場。その後腫瘍が悪性のものであることが判明し、抗がん剤治療のため引き続き欠場。治療の甲斐あり、がんは寛解傾向にあったが、体力的な問題から同年11月22日にプロレスラー引退を発表、翌23日にリング上で挨拶し引退した。

## 得意技
サドンデス
デスバレーボムの体勢で横向きに自分の体を浴びせながら落とす変形フィッシャーマンズバスター。2018年2月13日、Jr. BATTLE OF GLORY公式戦にて初公開し、佐藤恵一をこの技で沈めた。
インターセプト
トップロープを踏み台にしてのスイングDDT。これもサドンデスと同じ試合で初公開。
トリコロール
インターセプトから移行する首固め。
ドロップキック
ラリアット

## タイトル歴
全日本プロレス
- Jr. TAG BATTLE OF GLORY - 2019年優勝（パートナーは佐藤光留）

DDTプロレスリング
- KO-D6人タッグ王座 - 第49代（パートナーは遠藤哲哉&鈴木鼓太郎）

## 人物
- サッカー好きで、大学時代はバンディオンセ神戸のコーチを務めていた[27]。横浜F・マリノスのサポーターを公言している。
- 青木篤志を目標の選手としている[1]。
- 2019年時点で、全日本プロレス合宿所の寮長を勤めていた。

## 出演

### テレビ
- 「日曜もアメトーーク！」（テレビ朝日、2017年5月14日）

### ラジオ
- 「佑介岡田の いてこましまっせ〜」（fm GIG、不定期水曜日、2019年10月2日 - ）
  - 「ムーンライトブレイク・スヨイル」内の録音放送
  - 同年12月4日までは「岡田佑介の新番組〜ただいまタイトル募集中！〜」として、リスナーから番組名を公募していた
  - 2019年12月25日 - 2020年8月26日の番組名は「岡田佑介の"突撃"いてこますチャンネル」
- 「岡田佑介の何でもエエやろっ!?」（燕三条エフエム、毎月第4土曜日、2018年9月22日 - 2020年10月24日）
  - 「川上真樹のMackie's Cafe」内の録音放送
- 「スナック一番星」（かわさきFM、2021年1月17日[28]）

### CM
- NTT Docomo U30ロング割『U30ロングプロレス』篇（2022年2月、NTTドコモ）[29]